# HK MG5
Пулемёт MG5 (общевойсковой индекс — MG5, нем. Maschinengewehr 5, заводской индекс производителя — HK121) — немецкий единый пулемёт, под патрон 7,62×51 мм НАТО, производимый компанией Heckler & Koch. Предназначен для поражения живой силы противника, огневых и транспортных средств, воздушных целей. Пулемёт предназначен  для замены устаревшего единого пулемёта MG3 в вооружённых силах ФРГ.

## История
В связи с устареванием единых пулемётов MG3 вооружённых сил ФРГ, в 2009 году немецкая компания Heckler & Koch представила свой новый опытный единый пулемёт HK 121 под патрон 7,62×51 мм НАТО. Этот пулемёт разработан на базе 5,56-мм ручного пулемёта MG4 (HK123). Работа над созданием пулемёта МG5 началась сразу после создания MG4, первый прототип которого был впервые показан на выставке MILIPOL 2001 в Париже в 2001 году. В настоящее время (середина 2014 года) проходит испытания и доработку.
Также стоит отметить, что первый прототип был показан на праздновании 14-го «дня пехоты» в июле 2010 года в Хаммельбурге.
В июне 2013 года, было объявлено, что Германия проводит испытания и оценку 65 образцов пулемёта HK121 и планируют приобрести по крайней мере 7 114 пулемётов для бундесвера в течение 2014—2017 годов. Общее количество образцов в сделке может вырасти до 12 733 штук. На вооружение бундесвера пулемёт должен поступить под названием HK MG5. В случае успешного прохождения полигонных испытаний серийное производство должно начаться в 2015 году.
На закупку 1215 пулемётов выделено 20 000 000 евро.

## Конструкция
MG5 конструктивно похож на ручной пулемёт MG4. Он построен на основе газоотводной автоматики с воздушным охлаждением ствола. Газовый поршень с длинным рабочим ходом располагается под стволом и жёстко связан с затворной рамой, на которой расположен поворотный затвор. В конструкции предусмотрен ручной газовый регулятор. Запирание ствола осуществляется поворотным затвором с двумя боевыми упорами. Ролик, приводящий в движение механизм подачи ленты, расположен на верхней части затворной рамы.
Ствол пулемёта быстросменный, оснащен пламегасителем и складной рукояткой для переноски и смены ствола. Питание пулемёта осуществляется при помощи стандартной рассыпной металлической патронной ленты с разомкнутым звеном, подача которой осуществляется с левой стороны оружия. Боепитания пулемёта может осуществляться при помощи пластикового барабана от пулемёта MG3, вмещающий ленту на 50 патронов, матерчатых подсумков, коробки на 100 патронов или из отдельно стоящих коробок ёмкостью 200 патронов. Выброс пустых звеньев ленты осуществляется на правую сторону, а стреляных гильз — вниз.
Пулемёт MG5 способен вести только автоматический огонь с трёхпозиционным регулятором темпа стрельбы (640, 720 и 800 выстр/мин), двусторонний предохранитель расположен над пистолетной рукояткой. Стрельба ведётся с открытого затвора. Рукоятка заряжания расположена справа, что конструктивно напоминает таковую у пулемёта MG3. Пулемёт имеет складной влево пластиковый приклад, лёгкое пластиковое цевьё и складную двуногую сошку, установленную на газоотводном блоке. Пехотный вариант А2 c укороченным до 460 мм стволом имеет ручку вместо сошек и складной несъёмный регулируемый приклад, а в варианте S вместо приклада установлен затыльник с ручками управления огнём.
Также в конструкции пулемёта предусмотрены крепления для установки на технику или пехотный станок, в том числе, с лафетом от MG3, американскими станками-треногой M3  и M122A1. Прицельные приспособления включают мушку на складном основании и регулируемый быстросъёмный целик, установленный на планку Пикатинни на крышке ствольной коробки. Вместо или в дополнение к целику возможна установка различных дневных и ночных прицелов со стандартными креплениями.

## Модификации
HK MG5 поставляется в четырёх вариантах:
- MG5 (англ. Universal — универсальный) — стандартная версия с длиной ствола 550 мм и складным прикладом;
- MG5 S (англ. Special Forces — силы специального назначения) — станковая версия для сил специального назначения с длиной ствола 550 мм и затыльником с ручками вместо приклада;
- MG5 A1 (нем. Einbauwaffe — станковый) — станковая версия для установки на технику, с длиной ствола 663 мм. Предполагается установка на немецкие БМП «Пума» и в качестве основного пулемёта на системах дистанционного управления огнём «FLW 100».
- MG5 A2 (англ. Infantry — пехотный) — пехотная версия, ручной пулемёт облегчённой конструкции с длиной ствола 460 мм и ручкой вместо сошки;

| Калибр                                                | 7,62×51 мм НАТО                                  | 7,62×51 мм НАТО                                  | 7,62×51 мм НАТО                                  | 7,62×51 мм НАТО                                  |
| Принцип работы автоматики                             | Отвод пороховых газов                            | Отвод пороховых газов                            | Отвод пороховых газов                            | Отвод пороховых газов                            |
| Механизмы запирания и отпирания канала ствола         | Поворотом затвора, стрельба при открытом затворе | Поворотом затвора, стрельба при открытом затворе | Поворотом затвора, стрельба при открытом затворе | Поворотом затвора, стрельба при открытом затворе |
| Вид боепитания                                        | Левосторонняя разъёмно-звеньевая патронная лента | Левосторонняя разъёмно-звеньевая патронная лента | Левосторонняя разъёмно-звеньевая патронная лента | Левосторонняя разъёмно-звеньевая патронная лента |
| Режим огня                                            | 0-D                                              | 0-D                                              | 0-D                                              | 0-D                                              |
| Усилие на спуск                                       | 35—80 Н                                          | 35—80 Н                                          | 35—80 Н                                          | 35—80 Н                                          |
| Темп стрельбы, выстр./мин                             | Регулируемый: 640 / 720 / 800                    | Регулируемый: 640 / 720 / 800                    | Регулируемый: 640 / 720 / 800                    | Регулируемый: 640 / 720 / 800                    |
| Максимальная эффективная дальность стрельбы, м        | 600 (с сошки), 1200 (со станка)                  | 600 (с сошки)                                    | 1 500                                            | 1 500                                            |
| Прицел                                                | Диоптрический                                    | Диоптрический                                    | -                                                | Диоптрический                                    |
| Приклад                                               | Складной                                         | Складной, регулируемый                           | -                                                | Затыльник с ручками управления огнём             |
| Начальная скорость пули, м/с                          | 810                                              | 785                                              | 840                                              | 810                                              |
| Начальная энергия пули, Дж                            | 3 100                                            | 2 912                                            | 3 334                                            | 3 100                                            |
| Количество нарезов ствола                             | 4, вправо                                        | 4, вправо                                        | 4, вправо                                        | 4, вправо                                        |
| Длина оружия со сложенным / разложенным прикладом, мм | 960 / 1 202                                      | 870 / 1 112                                      | - / 1 055                                        | - / 1 012                                        |
| Ширина оружия, мм                                     | 120                                              | 120                                              | 120                                              | 171                                              |
| Высота оружия, мм                                     | 241                                              | 282                                              | 195                                              | 241                                              |
| Длина ствола, мм                                      | 550                                              | 460                                              | 663                                              | 550                                              |
| Длина прицельной линии, мм                            | 600                                              | 600                                              | -                                                | 600                                              |
| Масса оружия, кг                                      | 11,6                                             | 10,4                                             | 10,1                                             | 12,1                                             |
| Масса ствола, кг                                      | 3                                                | 2,5                                              | 3,24                                             | 3                                                |
| Масса сошки, кг                                       | 0,7                                              | 0,3 (ручка)                                      | -                                                | 0,7                                              |

## Страны-эксплуатанты
- ФРГ
- Украина — 350 шт. поставлено по программе военной помощи из ФРГ[6]